# François Bouché
 (octobre 2011).
Si vous disposez d'ouvrages ou d'articles de référence ou si vous connaissez des sites web de qualité traitant du thème abordé ici, merci de compléter l'article en donnant les références utiles à sa vérifiabilité et en les liant à la section « Notes et références ».
Pour les articles homonymes, voir Bouché.
François Bouché, né le 17 juillet 1924 à Sermiers (Marne) et mort le 18 avril 2005 à Marseille (Bouches-du-Rhône), est un sculpteur et dessinateur français.
Résistant, membre du commando communiste Vaillant-Couturier, il réalise une de ses premières œuvres pour le premier mémorial des martyrs de la Résistance au Mont-Valérien à Suresnes (Hauts-de-Seine). François Bouché fréquente de nombreux « maîtres » dont les principaux sont Marcel Gimond, Henri Laurens, Constantin Brancusi, Germaine Richier et Ossip Zadkine.

## Biographie
C'est en découvrant le métier de Christier (statuettes en ivoire) lors de ses onze ans chez un artisan voisin, que François Bouché déclare qu'il sera sculpteur. À 14 ans, François participe à la restauration de la Cathédrale de Reims éprouvée par les bombardements de la Première Guerre mondiale. C'est alors que la sculpture lui est vraiment révélée. En octobre 1940, François quitte sa famille pour l'école des Beaux-Arts de Paris qu'il fréquente jusqu'en 1946. Il est reçu Major en 1942. Les petits boulots lui permettent de survivre difficilement jusqu'à la fin de ses études sans entamer  sa passion.
Professeur de l'enseignement technique à Paris de 1947 à 1951, puis professeur à l'École supérieure des Beaux-Arts de Marseille. À cette date il fait un voyage d'étude au Maroc, et en 1953, chargé d'une étude en Grèce sur les Idoles cycladiques. Son évolution dépend des techniques employées. Il entame en 1956, une nouvelle recherche sur le métal comme moyen d'expression, comme en témoignent: Le duel, Lucrèce, Le jugement de Salomon. Il utilise l'argent et l'acier inoxydable pour le Christ de l'église St Georges à Marseille en 1961. Il revient aux petits bronzes et à la terre cuite en 1963.

## Son œuvre
Pour François Bouché le dessin a toujours été un moyen d'expression privilégié : pas de sculptures sans dessins préparatoires. De la, ses expositions sont parfois uniquement consacrées au dessin..
On retrouve ses œuvres, sculptures, dessins, mais aussi peintures chez de nombreux collectionneurs, particulièrement en Italie, pays avec lequel il entretenait des rapports privilégies (bon nombre de ses œuvres en bronze seront coulées chez le fondeur Venturi à Bologne, ou il retrouvait régulièrement son ami le sculpteur Berrocal).
Dans sa ville d'adoption, Marseille et ses environs on peut voir quelques-unes des œuvres de François Bouché :
- les 2 sculptures de Michel de Nostradamus à Salon-de-Provence, sculptures monumentales, la première réalisée en 1963 en plaques de cuivre soudées, (une tonne, haute de 4 mètres). Après un accident de la circulation, elle est restaurée par la ville  et érigée place de l'Ancienne Halle devant le musée de la Crau et près de la demeure de Michel de Nostradamus. La seconde, réalisée en 1973 et qui remplaçait la sculpture accidentée, se trouve  avenue Georges Guynemer (sculpture monumentale en fonte d'aluminium d'une hauteur de 10 mètres).

- la Méditerranée (1977, 6 tonnes de grès cuit à Uzès) pour le port autonome de Marseille, sculpture monumentale qui accueille les voyageurs arrivant de tous les ports de la Méditerranée.

- le Bruit de la mer, 1979, sculpture monumentale  pour la ville de Cassis ainsi que le monument aux Morts dans le jardin public;

- le Grand Crucifix, sculpture monumentale en acier inox et argent et le baptistère dans l'église Saint-Georges de Marseille ;

- une sculpture monumentale  pour l'État en 1973, Hommage à Léonard de Vinci (acier poli) au collège des Remparts  à Marseille .

- Messidora, sculpture monumentale en marbre blanc de 5 tonnes, taillée à Carrare et installée au square des Frères Ambrogiani sur les allées Turcat Méry à  Marseille.

- Omphalos, sculpture bronze, collection du musée Galerie d'Art du Conseil Général à Aix-en-Provence.

- le buste d'Antonin Artaud, bd du jardin zoologique, à l'entrée du jardin du palais Longchamp, au métro Cinq Avenues Longchamp.

- Mère et enfant,  fontaine sculpture bronze à la Fondation  Camargo à Cassis.

- Le Silence, la Gitane des Saintes, Messidora, Nu aux bras levé, Help, cinq sculptures bronze de la collection du musée Regards de Provence.

- Son œuvre ultime, le buste du compositeur Henri Tomasi sculpté à la demande de sa famille.

- L'Arbre d'Amour, sculpture bronze don de la famille Bouché à la ville de Salon-de-Provence (exposée à la Mairie).

François Bouché a été incinéré à Marseille le 20 avril 2005.
Le musée Regards de Provence à Marseille lui rend un hommage pour le dixième anniversaire de sa disparition avec une exposition de septembre 2015 à mars 2016 : "François Bouché, Courbes et Espaces".
En juillet et août 2017, c'est la ville de Salon-de-Provence qui expose à l'Espace Culture Robert de Lamanon  sculptures et dessins ("Itinéraires d'un sculpteur"). Les visiteurs vont  redécouvrir François Bouché, l'auteur des  deux sculptures monumentales de Nostradamus réalisées pour la ville il y a une cinquantaine d'années.

« La commande idéale est celle que l'on se fait à soi-même. »

— François Bouché

## Distinctions
Il est lauréat hors concours de l'Institut de France, Grand Prix de L'Académie de Provence. Il est professeur aux Beaux Arts de Luminy et membre de L'Académie des Sciences, des Arts et des Lettres de Marseille. En 1983 il devient membre de l'Académie de Marseille.